# L'Auberge enchantée
Pour plus de détails, voir Fiche technique et Distribution.
L'Auberge enchantée (titre original : Im singenden Rößl am Königssee) est un film autrichien réalisé par Franz Antel, sorti en 1963.

## Synopsis
Cordula, la patronne de l'hôtel "Schwarz-Weisses Rossel", a seulement deux semaines avant la date limite fixée par le testament par son père mort il y a cinq ans qui lui demande d'épouser un homme issu du monde hôtelier si elle ne veut pas que l'hôtel revienne à son oncle Simon.
Le fringant Franz lui irait bien. Mais Franz s'intéresse à d'autres femmes. Quand la jolie étudiante en gestion d'hôtel Monika Jensen arrive, Franz croit avoir enfin trouvé le grand amour de sa vie. Cordula tente tout en vain pour gagner le cœur de Franz.
Quand Franz voit venir à son hôtel son frère jumeau Benedikt qui, au lieu de faire une peine de prison, a désigné Franz comme l'auteur du délit, le désordre commence.

## Fiche technique
- Titre original : Im singenden Rößl am Königssee
- Titre français: L'Auberge enchantée[1]
- Réalisation : Franz Antel assisté d'Otto Stenzel
- Scénario : Gunther Philipp, Rolf Olsen, Franz Antel (Franz Arndt)
- Photographie : Hanns Matula
- Montage : Hermine Diethelm
- Musique : Johannes Fehring
- Son : Herbert Janeczka
- Direction artistique : Herta Hareiter
- Costumes : Helga Billian
- Producteur : Adolf Eder
- Sociétés de production : Wiener Stadthalle
- Société de distribution : Constantin Film
- Pays de production :  Autriche
- Langue : allemand
- Format : Couleur — 35 mm — 2,35:1 — Son : Mono
- Genre : Comédie
- Durée : 90 minutes
- Dates de sortie :
  - Allemagne : 11 octobre 1963.
  - France : 14 janvier 1966[1].

## Distribution
- Waltraut Haas : Cordula
- Peter Weck : Franz und Benedikt Fidelis
- Ingeborg Schöner : Monika Jensen
- Gunther Philipp : Karlheinz Eberhard Strax
- Trude Herr : Sieglinde
- Oskar Sima : Oncle Simon
- Paul Hörbiger : Le juge Zwicker
- Paul Löwinger : Ignaz, le serveur
- Adelin Wagner : Putzi Fink
- Rolf Olsen : Hugo Maria Kahn
- Ady Berber : Harald
- Manuela : Manuela
- Peter Hinnen : Peter Hinnen
- Herbert Fux : Le pompiste
- Hugo Lindinger (de) : Pomeisl, le boulanger